# هارييت أندرياسن
هارييت أندرياسن (بالنرويجية: Harriet Andreassen)‏ (و. 1925 – 1997 م) هي سياسية نرويجية، كانت عضوةً في حزب العمل النرويجي، توفيت في رالينغن، عن عمر يناهز 72 عاماً.

## مناصب
تولت منصب Minister of Local Government and Regional Development ‏ (3 أكتوبر 1980–14 أكتوبر 1981).